# Joelle
Joelle Mia Renee Joelle, más conocida por su nombre artístico Joelle, es una actriz y cantante que debutó en pantalla en Dune (2021), participó en la película original de Netflix dirigida por Paul Feig, La Escuela del Bien y del Mal, aparece en la segunda temporada de Domina de MGM+ y Sky como Vipsania y da vida a Joiya Byir en la serie de Amazon Studios La rueda del tiempo.

## Inicios y comienzos de carrera
Joelle fue recomendada en su adolescencia a la entrenadora vocal Peggy Still Johnson, miembro del consejo de la Academia de la Grabación en su delegación de Atlanta, por el ingeniero de sonido ganador de un Grammy, Phil Tan. Posteriormente, recibió clases de canto con Daniel Thomas, exdirector del London Community Gospel Choir.
Joelle hizo sus primeras apariciones en medios a los 13 años, con campañas de concienciación sobre el acoso escolar en ABC News en EE. UU. y en televisión nacional en el Reino Unido. Estas apariciones llegaron tras una amplia cobertura mediática de un videoclip casero, "Big in LA", que Joelle había subido a YouTube. "Big in LA" fue nominada a un premio Golden Trellick en el Festival de Cine de Portobello en 2013 en Londres, y ganó el premio a Mejor Videoclip en la novena edición del LA Femme International Film Festival en Los Ángeles.
Durante su adolescencia, Joelle adquirió experiencia en el periodismo, presentando entrevistas en vídeo para medios nacionales e independientes, con personalidades como Dave Filoni, Mark Hamill y Andy Serkis. En 2017, Joelle se grabó cantando en directo "True Colors" frente a una serie de camisetas colgadas siguiendo el orden cromático de un arcoíris. El vídeo fue publicado en Facebook y se hizo viral, acumulando más de cuatro millones de visualizaciones.

## Carrera como actriz
En 2019, Joelle dirigió y protagonizó su primer cortometraje, Cover Up, que incluye grabaciones originales creadas en colaboración con la compositora nominada al Óscar Diane Warren, autora de la letra y la música.
En 2021, Joelle hizo su debut en cine con la película Dune, dirigida por Denis Villeneuve, y más tarde fue acreditada también en Dune: Part Two (2024).
En 2022, interpretó a un personaje llamado Joelle en la película original de Netflix, dirigida por Paul Feig, La Escuela del Bien y del Mal.
En diciembre de 2022, Deadline anunció que Joelle se uniría al reparto de la segunda temporada de Domina, producción de MGM+ y Sky, donde interpreta a Vipsania, esposa de Tiberius. En una entrevista, Joelle comentó que la serie aborda el auge y caída de "uno de los imperios más grandes de la historia", y señaló que, a pesar de ser avanzado para su época, el nivel de crueldad era "inimaginable".
El 13 de mayo de 2023 se anunció que Joelle aparecería en las temporadas 2 y 3 de la serie de fantasía épica La rueda del tiempo. Da vida a Joiya Byir, una Aes Sedai del Ajah Gris, experta en manipulación política, negociación y formación de nuevas iniciadas.

## Activismo por la alopecia
Joelle fue diagnosticada con alopecia universalis a los 8 años. Es embajadora de la organización benéfica británica Alopecia UK. En una emisión de la BBC en 2017 declaró que no cree que sería la persona que es hoy sin la alopecia, y que se siente feliz tal y como es.
En una entrevista con el Evening Standard en 2022, relató cómo ha sido juzgada en la industria del entretenimiento, donde la alopecia ha tenido tradicionalmente una connotación negativa. Según Joelle, esta percepción está empezando a cambiar. El artículo estaba acompañado de una imagen suya con cabello en un lado y sin él en el otro, una versión sin recortar de un cartel de concienciación sobre la alopecia que ella misma publicó en 2018, el cual incluía la frase: "Veo a la misma persona a cada lado, ¿y tú?"

## Filmografía

#### Cine
| Año  | Título                        | Papel         | Notas        | Ref.          |
| ---- | ----------------------------- | ------------- | ------------ | ------------- |
| 2019 | Cover Up                      |               | Cortometraje | [ 43 ]        |
| 2021 | Dune                          | Baron Servant |              | [ 44 ] [ 45 ] |
| 2022 | La Escuela del Bien y del Mal | Joelle        |              | [ 47 ]        |
| 2024 | Dune: Part Two                | Baron Servant |              | [ 48 ]        |

#### Televisión
| Año  | Título              | Papel      | Notas       | Ref.   |
| ---- | ------------------- | ---------- | ----------- | ------ |
| 2023 | Domina              | Vipsania   | Temporada 2 | [ 49 ] |
| 2023 | La rueda del tiempo | Joiya Byir | Temporada 2 | [ 12 ] |
| 2025 | La rueda del tiempo | Joiya Byir | Temporada 3 | [ 50 ] |